# 董欣
董 欣（とう きん）は、日本で活動する中国出身のMC、DJ、ナレーター。九州大学大学院博士号。株式会社XIN GLOBAL LAB代表取締役社長。外国人コミュニティ「XIN GLOBAL LAB」主宰。青島ビールアンバサダー、九州パンケーキアンバサダー。

## 略歴
2012年10月来日し、九州大学大学院で異文化コミュニケーション、ソーシャルメディアの活用に関する研究を行いながら、2018年、研究課題に関わっている事業で、株式会社XIN GLOBAL LABを起業。現在は、日中関係強化のための「日中事業」と外国人人材を活用した地域活性化の「異文化事業」に力入れながら、日本と中国、外国人と日本社会の双方向の情報発信を行なっている。

## 出演番組

### ラジオ番組[4]
HOT CHINAーXIN世界ー
日々移りゆく「中国の今」を伝えているラジオ番組。
『CHINA NOW〜中国新潮流』中国で今ブームとなっているモノ・コトをDJトウ・キンの視点でピックアップ！話題のニューカルチャーや人気スポット、注目のビジネス、ヒット商品、旬の人など、HOTな中国の今に迫るとともに、なぜそのブームが生まれたのか、流行の背景にある中国の慣習なども紹介する。『華語時間（ファーユー・シージエン）』トウ・キンによる中国の新語・流行語講座。若者言葉にネット用語、ドラマ・映画のセリフなど、中国で流行っているワードやフレーズを取り上げ、日常会話での応用や面白い使い方など、楽しくレクチャーする。
Departure Lounge
日々表情を変える「FUKUOKA」から「世界と地域（glocal）」の多様性溢れる楽しい情報と音楽を発信する番組『Departure Lounge』
それは、まるで海外への想いを馳せながら“出発を待つラウンジ”（Departure Lounge）で心ときめく気持ちを感じるかのように…
世界各国の音楽・エンタメニュースを中心に、国内外のニュースを各言語のDJが多様な文化・外国人独特の視点でご紹介。
在住外国人による情報発信、在住外国人向けの地域情報発信、日本・海外で活躍するグローバル人材（女性）にフォーカスしたインタビューコーナーや、やさしい日本語講座／外国語講座ほか日本人バイリンガルDJと多国籍な日替わりDJがツインでお送りする多文化を知るグローカル・バラエティ番組。

### テレビ番組

#### SAGAものスゴ
佐賀テレビで佐賀県内のものづくり企業を外国人リポーターと共に分かりやすく紹介する番組である。

#### ハロー!ふくおか県
ハロー!ふくおか県は、TVQ九州放送で2015年4月から放送を開始した福岡県の行政広報番組である。

## 制作番組

### キーワードX[7]
2021年3月に配信を開始した異文化の背景における外国人、日本人のリアルな生活と人間性を記録するドキュメンタリー番組である。

## CD
LOVE LOVE くまモン〜happyrap〜中国語バージョン

## 活動
TEDxKyushuUSpeaker